# Torrent de Blaitière
Le torrent de Blaitière est un torrent de France situé en Haute-Savoie, à Chamonix-Mont-Blanc.

## Géographie
Il prend sa source au Plan de l'Aiguille, au glacier de Blaitière situé au pied des aiguilles de Blaitière et du Plan, sur l'ubac des aiguilles de Chamonix, vers 2 300 mètres d'altitude. Descendant la montagne de Blaitière en direction du nord-ouest, il franchit le Grand Balcon Nord et pénètre dans la forêt dominant le bourg de Chamonix. Là, son cours s'incurve vers l'ouest en arrivant dans le fond de la vallée et conflue avec l'Arve en rive gauche.